# Richard Laurence Millington Synge
Richard Laurence Millington Synge (Liverpool, 28 ottobre 1914 – Norwich, 18 agosto 1994) è stato un biochimico britannico, vincitore nel 1952 del Premio Nobel per la chimica per gli studi sulla cromatografia, premio condiviso con Archer Martin. Si formò studiando al Winchester College e al Trinity College di Cambridge.
Nel novembre del 1941, Synge e Martin inviarono due articoli fondamentali al Biochemical Journal, in cui venivano poste le basi della teoria della cromatografia di ripartizione, la cui efficacia era testata con miscele di quattordici amminoacidi. Nel secondo, scritto in collaborazione con A. Gordon, erano descritti i risultati ottenuti dall'idrolisi acida di alcune proteine.